# Salomonseilands voetbalelftal (vrouwen)
Het Salomonseilands vrouwenvoetbalelftal is een voetbalteam dat de Salomonseilanden vertegenwoordigt in internationale wedstrijden, zoals het Oceanisch kampioenschap.
Het team van de Salomonseilanden speelde in 2007 zijn eerste wedstrijd tijdens het Oceanisch kampioenschap. Tegen gastland Papoea-Nieuw-Guinea werd met 6-1 verloren. Het land kwalificeerde zich drie keer voor het continentaal kampioenschap en beleefde in 2022 zijn beste toernooi, toen het derde werd.
De ploeg speelt zijn thuiswedstrijden in het Lawson Tamastadion.

## Prestaties op eindronden

### Wereldkampioenschap
| Jaar   | Resultaat           | Wed                 | W                   | G                   | V                   | DV                  | DT                  |
| ------ | ------------------- | ------------------- | ------------------- | ------------------- | ------------------- | ------------------- | ------------------- |
| 1991   | Niet deelgenomen    | Niet deelgenomen    | Niet deelgenomen    | Niet deelgenomen    | Niet deelgenomen    | Niet deelgenomen    | Niet deelgenomen    |
| 1995   | Niet deelgenomen    | Niet deelgenomen    | Niet deelgenomen    | Niet deelgenomen    | Niet deelgenomen    | Niet deelgenomen    | Niet deelgenomen    |
| 1999   | Niet deelgenomen    | Niet deelgenomen    | Niet deelgenomen    | Niet deelgenomen    | Niet deelgenomen    | Niet deelgenomen    | Niet deelgenomen    |
| 2003   | Niet deelgenomen    | Niet deelgenomen    | Niet deelgenomen    | Niet deelgenomen    | Niet deelgenomen    | Niet deelgenomen    | Niet deelgenomen    |
| 2007   | Niet gekwalificeerd | Niet gekwalificeerd | Niet gekwalificeerd | Niet gekwalificeerd | Niet gekwalificeerd | Niet gekwalificeerd | Niet gekwalificeerd |
| 2011   | Niet gekwalificeerd | Niet gekwalificeerd | Niet gekwalificeerd | Niet gekwalificeerd | Niet gekwalificeerd | Niet gekwalificeerd | Niet gekwalificeerd |
| 2015   | Niet deelgenomen    | Niet deelgenomen    | Niet deelgenomen    | Niet deelgenomen    | Niet deelgenomen    | Niet deelgenomen    | Niet deelgenomen    |
| 2019   | Niet gekwalificeerd | Niet gekwalificeerd | Niet gekwalificeerd | Niet gekwalificeerd | Niet gekwalificeerd | Niet gekwalificeerd | Niet gekwalificeerd |
| 2023   | Niet gekwalificeerd | Niet gekwalificeerd | Niet gekwalificeerd | Niet gekwalificeerd | Niet gekwalificeerd | Niet gekwalificeerd | Niet gekwalificeerd |
| Totaal | 0/9                 | 0                   | 0                   | 0                   | 0                   | 0                   | 0                   |

### Olympische Spelen
| Jaar   | Resultaat           | Wed                 | W                   | G                   | V                   | DV                  | DT                  |
| ------ | ------------------- | ------------------- | ------------------- | ------------------- | ------------------- | ------------------- | ------------------- |
| 1996   | Niet deelgenomen    | Niet deelgenomen    | Niet deelgenomen    | Niet deelgenomen    | Niet deelgenomen    | Niet deelgenomen    | Niet deelgenomen    |
| 2000   | Niet deelgenomen    | Niet deelgenomen    | Niet deelgenomen    | Niet deelgenomen    | Niet deelgenomen    | Niet deelgenomen    | Niet deelgenomen    |
| 2004   | Niet deelgenomen    | Niet deelgenomen    | Niet deelgenomen    | Niet deelgenomen    | Niet deelgenomen    | Niet deelgenomen    | Niet deelgenomen    |
| 2008   | Niet gekwalificeerd | Niet gekwalificeerd | Niet gekwalificeerd | Niet gekwalificeerd | Niet gekwalificeerd | Niet gekwalificeerd | Niet gekwalificeerd |
| 2012   | Niet deelgenomen    | Niet deelgenomen    | Niet deelgenomen    | Niet deelgenomen    | Niet deelgenomen    | Niet deelgenomen    | Niet deelgenomen    |
| 2016   | Niet gekwalificeerd | Niet gekwalificeerd | Niet gekwalificeerd | Niet gekwalificeerd | Niet gekwalificeerd | Niet gekwalificeerd | Niet gekwalificeerd |
| 2020   | Niet gekwalificeerd | Niet gekwalificeerd | Niet gekwalificeerd | Niet gekwalificeerd | Niet gekwalificeerd | Niet gekwalificeerd | Niet gekwalificeerd |
| 2024   | Nog te bepalen      | Nog te bepalen      | Nog te bepalen      | Nog te bepalen      | Nog te bepalen      | Nog te bepalen      | Nog te bepalen      |
| Totaal | 0/8                 | 0                   | 0                   | 0                   | 0                   | 0                   | 0                   |

### Oceanisch kampioenschap
| Jaar   | Resultaat           | Wed                 | W                   | G                   | V                   | DV                  | DT                  |
| ------ | ------------------- | ------------------- | ------------------- | ------------------- | ------------------- | ------------------- | ------------------- |
| 1983   | Niet deelgenomen    | Niet deelgenomen    | Niet deelgenomen    | Niet deelgenomen    | Niet deelgenomen    | Niet deelgenomen    | Niet deelgenomen    |
| 1986   | Niet deelgenomen    | Niet deelgenomen    | Niet deelgenomen    | Niet deelgenomen    | Niet deelgenomen    | Niet deelgenomen    | Niet deelgenomen    |
| 1989   | Niet deelgenomen    | Niet deelgenomen    | Niet deelgenomen    | Niet deelgenomen    | Niet deelgenomen    | Niet deelgenomen    | Niet deelgenomen    |
| 1991   | Niet deelgenomen    | Niet deelgenomen    | Niet deelgenomen    | Niet deelgenomen    | Niet deelgenomen    | Niet deelgenomen    | Niet deelgenomen    |
| 1994   | Niet deelgenomen    | Niet deelgenomen    | Niet deelgenomen    | Niet deelgenomen    | Niet deelgenomen    | Niet deelgenomen    | Niet deelgenomen    |
| 1998   | Niet deelgenomen    | Niet deelgenomen    | Niet deelgenomen    | Niet deelgenomen    | Niet deelgenomen    | Niet deelgenomen    | Niet deelgenomen    |
| 2003   | Niet deelgenomen    | Niet deelgenomen    | Niet deelgenomen    | Niet deelgenomen    | Niet deelgenomen    | Niet deelgenomen    | Niet deelgenomen    |
| 2007   | Vierde plaats       | 3                   | 0                   | 0                   | 3                   | 1                   | 14                  |
| 2010   | Vierde plaats       | 5                   | 1                   | 1                   | 3                   | 5                   | 12                  |
| 2014   | Niet deelgenomen    | Niet deelgenomen    | Niet deelgenomen    | Niet deelgenomen    | Niet deelgenomen    | Niet deelgenomen    | Niet deelgenomen    |
| 2018   | Niet gekwalificeerd | Niet gekwalificeerd | Niet gekwalificeerd | Niet gekwalificeerd | Niet gekwalificeerd | Niet gekwalificeerd | Niet gekwalificeerd |
| 2022   | Derde plaats        | 5                   | 1                   | 3                   | 1                   | 6                   | 7                   |
| Totaal | 3/12                | 13                  | 2                   | 4                   | 7                   | 12                  | 33                  |

### Pacifische Spelen
| Jaar   | Resultaat        | Wed              | W                | G                | V                | DV               | DT               |
| ------ | ---------------- | ---------------- | ---------------- | ---------------- | ---------------- | ---------------- | ---------------- |
| 2003   | Niet deelgenomen | Niet deelgenomen | Niet deelgenomen | Niet deelgenomen | Niet deelgenomen | Niet deelgenomen | Niet deelgenomen |
| 2007   | Groepsfase       | 4                | 1                | 1                | 2                | 4                | 8                |
| 2011   | Groepsfase       | 4                | 1                | 0                | 3                | 4                | 6                |
| 2015   | Groepsfase       | 3                | 0                | 0                | 3                | 2                | 12               |
| 2019   | Groepsfase       | 4                | 1                | 0                | 3                | 5                | 9                |
| Totaal | 4/5              | 15               | 3                | 1                | 11               | 15               | 35               |

## FIFA-wereldranglijst
Betreft klassering aan het einde van het jaar
| 2007 | 2008 | 2009 | 2010 | 2011 | 2012 | 2015 | 2016 | 2018 | 2019 | 2020 | 2021 | 2022 |
| ---- | ---- | ---- | ---- | ---- | ---- | ---- | ---- | ---- | ---- | ---- | ---- | ---- |
| 102  | 92   | 87   | 98   | 97   | 93   | 110  | 101  | 110  | 112  | 105  | 116  | 105  |

## Selecties

### Huidige selectie
Deze spelers werden geselecteerd voor het Oceanisch kampioenschap voetbal vrouwen 2022 in juli 2022.
| Doel                    |                   |                 |
| 1                       | Margaret Kofela   | RSIPF Royals    |
| 12                      | Corrina Rotoava   | Frigates United |
| 21                      | Sylvester Maenu'u | Koloale FC      |
| Verdediging             |                   |                 |
| 2                       | Rosie Sambiru     | Koloale FC      |
| 3                       | Claudia Votu      | Haura FC        |
| 4                       | Liza Solo         | Koloale FC      |
| 5                       | Kalinsa Fiua      | Solright FC     |
| 14                      | Sharoly Saeni     | RSIPF Royals    |
| 15                      | Edith Nari        | Solright FC     |
| 22                      | Rashida Mekawir   | Naha FC         |
| 25                      | Delmay Waihaho    | Solright FC     |
| Middenveld              |                   |                 |
| 6                       | Mesalyn Saepio    | Koloale FC      |
| 7                       | Almah Gogoni      | Naha FC         |
| 8                       | Sandy Aniholland  | Solright FC     |
| 10                      | Mary Meafiti      | Solright FC     |
| 13                      | Agnes Gitoli      | Koloale FC      |
| 16                      | Francina Mautai   | RSIPF Royals    |
| 17                      | Jacklyn Ikama     | Naha FC         |
| 18                      | Alisha Donga      | RSIPF Royals    |
| 23                      | Merina Joe        | Koloale FC      |
| 24                      | Hilda Sukona      | Frigates United |
| Aanval                  |                   |                 |
| 9                       | Jemina David      | Frigates United |
| 11                      | Ileen Pegi        | Koloale FC      |
| 19                      | Sandra Wale       | RSIPF Royals    |
| 20                      | Lorina Solosaia   | Frigates United |
| Bondscoach: Batram Suri |                   |                 |